# Jack Campbell (hokeista)
Jack Campbell (ur. 9 stycznia 1992 w Port Huron, Michigan) – amerykański hokeista, reprezentant USA.

## Kariera klubowa
- Honeybaked U16 (2007–2008)
- Honeybaked U18 (2007–2008)
- U.S. National U17 Team (2008–2010)
- USNTDP Juniors (2009)
- Windsor Spitfires (2010–2011)
- Sault Ste. Marie Greyhounds (2011–2012)
- Texas Stars (2012-2016)
- Dallas Stars (2013)
- Idaho Steelheads (2014-2016)
- Los Angeles Kings (2016-2020)
- Toronto Maple Leafs (2020-2022)
- Edmonton Oilers (2022-)

Karierę rozpoczynał w Stanach Zjednoczonych. 4 czerwca 2010 w KHL Junior Draft w 2010 został wybrany przez białoruski klub Dynama Mińsk (runda 7, numer 170). Przeszło trzy tygodnie później, 26 czerwca w drafcie NHL z 2010 został wybrany przez Dallas Stars jako pierwszy wśród bramkarzy. Następnie podpisał trzyletni kontrakt z tym klubem. Od tego czasu przez dwa sezony grał w dwóch klubach w juniorskich kanadyjskich rozgrywkach OHL. W marcu 2012 został przekazany do klubu farmerskiego, Texas Stars. Od tego czasu występuje w barwach tej drużyny w rozgrywkach AHL. 20 października 2013 zadebiutował w lidze NHL w barwach Dallas. Był to jego jedyny mecz w NHL do 2016. W tym czasie występował w Texas Stars w AHL, a także w lidze ECHL. W czerwcu 2015 przedłużył kontrakt z Dallas Stars o rok. Pod koniec czerwca 2016 jego prawa zawodnicze nabył klub Los Angeles Kings. 5 lutego 2020 Toronto Maple Leafs wymieniło Campbella (oraz Kyle'a Clifforda) za Trevor'a Moore'a. W lipcu 2022 podpisał pięcioletni kontrakt z Edmonton Oilers.

## Kariera reprezentacyjna
Został reprezentantem USA. Występował w kadrach juniorskich kraju na mistrzostwach świata do lat 18 w 2009 i 2010 oraz do lat 20 w 2010, 2011, 2012. W kadrze seniorskiej uczestniczył w turniejach mistrzostw świata w 2011 (nie wystąpił w żadnym meczu), 2015.

## Sukcesy

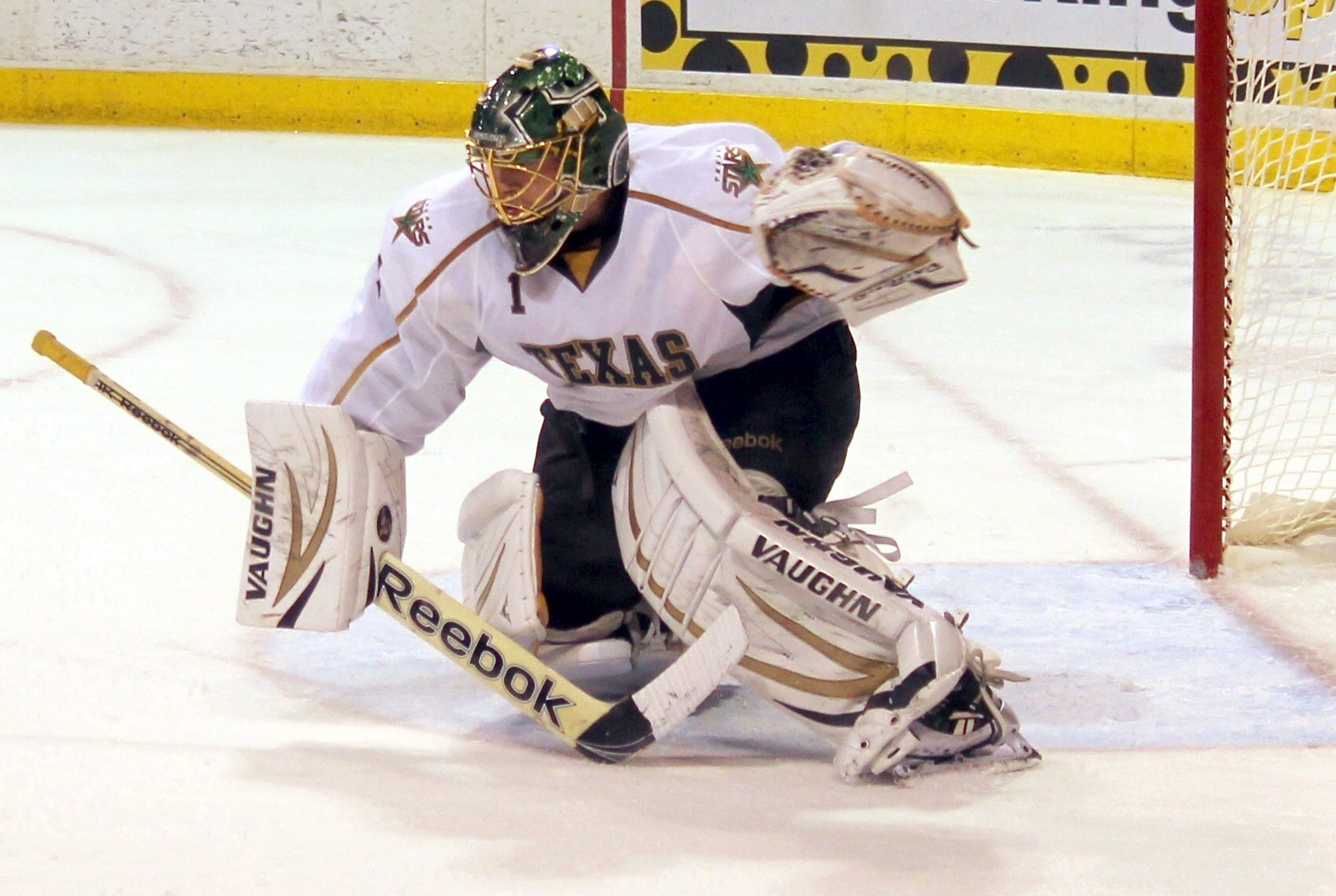
Jack Campbell w barwach Texas Stars (2013)

Reprezentacyjne
- Złoty medal mistrzostw świata juniorów do lat 18: 2009, 2010
- Srebrny medal mistrzostw świata juniorów do lat 20: 2010, 2011
- Brązowy medal mistrzostw świata juniorów do lat 20: 2012
- Brązowy medal mistrzostw świata: 2015

Klubowe
- Mistrzostwo dywizji AHL: 2013 z Texas Stars
- Mistrzostwo konferencji AHL: 2013 z Texas Stars

Indywidualne
- Mistrzostwa świata do lat 18 w hokeju na lodzie mężczyzn 2009/Elita:
  - Pierwsze miejsce w klasyfikacji średniej goli straconych na mecz: 0,75[7]
  - Pierwsze miejsce w klasyfikacji skuteczności interwencji: 96,74%
  - Skład gwiazd turnieju[8]
- Mistrzostwa świata do lat 18 w hokeju na lodzie mężczyzn 2010/Elita:
  - Pierwsze miejsce w klasyfikacji średniej goli straconych na mecz: 0,83[9]
  - Pierwsze miejsce w klasyfikacji skuteczności interwencji: 96,50%
  - Jeden z trzech najlepszych zawodników reprezentacji[10]
  - Skład gwiazd turnieju[11]
  - Najlepszy bramkarz turnieju[12]
  - Najbardziej Wartościowy Zawodnik (MVP)
- Mistrzostwa Świata Juniorów w Hokeju na Lodzie 2011:
  - Pierwsze miejsce w klasyfikacji średniej goli straconych na mecz: 1,70[13]
  - Pierwsze miejsce w klasyfikacji skuteczności interwencji: 94,08%
  - Skład gwiazd turnieju[14]
  - Najlepszy bramkarz turnieju[15]
  - Jeden z trzech najlepszych zawodników reprezentacji[16]